# Rivière Causapscal
Pour les articles homonymes, voir Causapscal (homonymie).
La rivière Causapscal [kozapskal] est un cours d'eau douce de 61 km qui est situé dans la municipalité régionale de comté (MRC) de La Matapédia, dans la région du Bas-Saint-Laurent, dans l'est du Québec, au Canada.
Le cours de la rivière Causapscal draine successivement les cantons de :
- La Vérendrye, dans le territoire non organisé de Lac-Casault ;
- Lagrange, dans le territoire non organisé de Ruisseau-des-Mineurs ;
- Casault, dans le territoire non organisé de Lac-Casault ;
- Blais, dans la municipalité de Saint-Tharcisius ;
- Casault, dans le territoire non organisé de Lac-Casault ;
- Lepage, dans la municipalité de Saint-Alexandre-des-Lacs ;
- Casupscull, dans la ville de Causapscal.

Cette rivière de la vallée de la Matapédia se jette sur la rive Est de la rivière Matapédia, en plein cœur de la ville de Causapscal, à la hauteur de la fosse Les Fourches.

## Géographie
La rivière Causapscal prend sa source dans la réserve faunique de Dunière, à la limite des cantons de Catalogne et de La Vérendrye. Cette source est située dans les monts Chic-Chocs (faisant partie des Monts Notre-Dame).
Cette source est située dans le canton de La Vérendrye à :
- 3,5 km au sud-est de la limite sud du canton de Lagrange ;
- 32,4 km au nord-ouest de la confluence de la rivière Causapscal ;
- 57,5 km au nord de la confluence de la rivière Matapédia ;
- 52,5 km au nord du pont enjambant la rivière Ristigouche pour relier la ville de Campbellton (au Nouveau-Brunswick) et le village de Pointe-à-la-Croix (au Québec).

À partir de sa source, le cours de la rivière Causapscal coule sur 73,4 km réparti selon les segments suivants :
Cours supérieur de la rivière (segment de 43,6 km)
- 0,4 km vers le sud dans le canton de Lavérendrye, jusqu'à la limite sud de la zec Casault ;
- 5,9 km vers l'ouest, jusqu'au ruisseau Lévesque (venant du sud-ouest) ;
- 3,4 km vers le nord-ouest, jusqu'à la limite du canton de Lagrange ;
- 5,2 km vers le nord-ouest dans le canton de Lagrange, jusqu'au ruisseau Bacon (venant de l'est) ;
- 10,6 km vers le nord-ouest, en traversant une zone de marais en fin de segment, jusqu'à la décharge du Lac du nord (venant du nord) ;
- 5,5 km vers l'ouest, en traversant une zone de marais en début de segment, jusqu'à la décharge du Lac Lavoie (venant du nord) ;
- 2,4 km vers le sud-ouest, jusqu'à la confluence de la rivière Causapscal Sud (venant du sud-est) ;
- 0,7 km vers le sud-ouest, jusqu'à la limite du canton de Casault ;
- 4,0 km vers l'ouest dans le canton de Casault, en recueillant les eaux du ruisseau Gun, jusqu'à la limite du canton de Blais ;
- 5,2 km vers le sud-ouest dans le canton de Blais, en recueillant les eaux du ruisseau Pelletier et la décharge du Lac Bergeron, jusqu'à la rivière Casault qui constitue la décharge (venant du sud-ouest) du Lac Casault (longueur : 1,1 km ; altitude : 344 m) et du Lac Causapscal (longueur : 1,8 km ; altitude : 344 m). Note : Ces deux lacs sont séparés par une étroite bande de terre.

Cours inférieur de la rivière (segment de 29,8 km)
- 8,0 km vers le sud, en formant un détour vers l'ouest, jusqu'au ruisseau des Marais ;
- 1,4 km vers le sud-ouest, jusqu'à la limite du canton de Casault ;
- 7,4 km vers le sud-ouest dans le territoire non organisé du Lac-Casault (canton de Casault), jusqu'à la limite de Saint-Alexandre-des-Lacs ;
- 1,5 km vers le sud dans Saint-Alexandre-des-Lacs, jusqu'au ruisseau La Vérendrye (venant de l'est) ;
- 1,9 km vers le sud, jusqu'à la limite de la ville de Causapscal ;
- 3,0 km vers le sud dans la ville de Causapscal, jusqu'au ruisseau des Quatre Milles (venant de l'est) ;
- 6,6 km vers le sud-ouest, dans une vallée encavée, en passant au sud de l'usine de pompage de la ville, puis passe sous le pont de la rue Saint-Jacques au cœur de la ville de Causapscal et se déverse à une centaine de mètres plus à l'ouest sur la rive est de la rivière Matapédia[3].

Cette confluence est située à :
- 8,3 km au sud-est de l'embouchure du Lac au Saumon que traverse la rivière Matapédia ;
- 49,4 km au nord-ouest de la confluence de la rivière Matapédia ;
- 114,4 km au nord-ouest du pont enjambant la rivière Ristigouche pour relier la ville de Campbellton (au Nouveau-Brunswick) et le village de Pointe-à-la-Croix (au Québec).

## Toponymie
Le terme Causapscal est lié à une dizaine de toponymes de la vallée de la Matapédia.
Le toponyme rivière Causapscal a été officialisé le 5 décembre 1968 à la Commission de toponymie du Québec.

## Faune aquatique
La rivière Causapscal est réputée pour la pêche sportive au saumon à gué et/ou en canot. Elle compte 31 km ouverts à la pêche, répartis en 25 fosses en deux secteurs à accès contingenté.
La rivière Causapscal contient de gros spécimens de saumons de l'Atlantique pouvant atteindre un poids jusqu'à 55 livres. Selon la GRRMP, entre 450 et 600 saumons remontent la rivière annuellement. La rivière est divisée en deux secteurs de pêche contingentés. Le premier contient 11 fosses et s'étend sur 11 km. Le second secteur contient 14 fosses et s'étend sur 20 km. Il ne peut y avoir que quatre perches à chaque jour dans chacun des secteurs. Les droits d'accès sont tirés au sort.
| Nom de la fosse       | Municipalité |
| Secteur 1             | Secteur 1    |
| --------------------- | ------------ |
| Du 2e Mille           | Causapscal   |
| Du 3e Mille           | Causapscal   |
| Du 4e Mille           | Causapscal   |
| Bas Jumeau            | Causapscal   |
| Jumeau                | Causapscal   |
| Des Aulnes            | Causapscal   |
| Du Vieux Camp         | Causapscal   |
| De la Grande Grève    | Causapscal   |
| De l'Île du 7e Mille  | Causapscal   |
| Du Pont du Huit-Mille | Causapscal   |
| De l'Île du 7e Mille  | Causapscal   |
| Secteur 2             |              |
| De la Dernière Chance | Causapscal   |
| Du Grand Remous       | Causapscal   |
| Neese                 | Causapscal   |
| Potvin                | Lac-Casault  |
| Florence              | Lac-Casault  |
| Castonguay            | Lac-Casault  |
| Du 11e Mille          | Lac-Casault  |
| Du Bateau             | Lac-Casault  |
| Des Chutes            | Lac-Casault  |
| White Horse           | Lac-Casault  |
| Du Pont des Falls     | Lac-Casault  |
| Du Camp des Draveurs  | Lac-Casault  |
| Bas Martel            | Lac-Casault  |
| Martel                | Lac-Casault  |